# Pezzaze
Pezzaze ist eine norditalienische Gemeinde (comune) mit 1452 Einwohnern (Stand 31. Dezember 2023) in der Provinz Brescia in der Lombardei. Die Gemeinde liegt etwa 23 Kilometer nördlich von Brescia im Valtrompia. Durch die Gemeinde fließt die Mella.